# 阿拉格·巴特苏赫
阿拉格·巴特苏赫（1962年—）蒙古国人，蒙古国银行家。

## 生平
早年在建筑工程经济学专业学习，1984年毕业于苏联伊尔库茨克国民经济学院。毕业后在蒙古人民共和国国家计划委员会工作。后在经济中央机构任专家，历任副局长、局长。1993年毕业于朝克学院英语翻译专业。五年后，在美国伊利诺伊大学以货币政策为题获经济学硕士学位。2000年起，任蒙古银行第一副行长。2002年，在蒙古国立大学获博士学位。2006年11月2日，在国家大呼拉尔全体会议上，现任蒙古银行第一副行长巴特苏赫以68.2%的支持率获任命为蒙古银行行长，同时解除了奥其尔巴特·楚龙巴特的行长职务。巴特苏赫是由国家大呼拉尔主席提名，经国家大呼拉尔经济常设委员会讨论后以50%的支持率提交国家大呼拉尔全体会议表决的。蒙古银行行长任期6年。但在2009年巴特苏赫中途辞职。